# Agnar Dørum
Agnar Dørum (1954) è un ex sciatore alpino norvegese.

## Biografia
Sciatore polivalente, Dørum ai Campionati norvegesi vinse la medaglia di bronzo nello slalom gigante nel 1974, la medaglia d'argento nella discesa libera e quella di bronzo nella combinata nel 1975 e quella di bronzo nella discesa libera nel 1976; non prese parte a rassegne olimpiche e non ottenne piazzamenti di rilievo in Coppa del Mondo o ai Campionati mondiali.

## Palmarès

### Campionati norvegesi
- 4 medaglie:
  -  1 argento (discesa libera nel 1975)
  -  3 bronzi (slalom gigante nel 1974; combinata nel 1975; discesa libera nel 1976)[senza fonte]